# ألبرت خوشابا
ألبرت خوشابا (من مواليد 1 يوليو 1944) هو مهاجم كرة قدم عراقي سابق لعب لمنتخب العراق بين عامي 1967 و1968. لعب مباراتين وسجل هدفا واحدا.

## الإحصائيات المهنية
لعب لصالح أندية الشرطة والفرقة الثالثة ثم فريق المصلحة الذي لم يغادره إلاَّ بعد سفره الى لندن عام 1969، وما زال يعيش هناك حتى الآن.

### الأهداف الدولية مع المنتخب
نتيجة العراق مدرجة أولًا. يشير عمود الهدف إلى النتيجة بعد كل هدف سجله ألبرت.
|  | يشير إلى فوز العراق بالمباراة     |
|  | يشير إلى انتهاء المباراة بالتَّعادل |
|  | يشير إلى خسارة العراق في المباراة |

| #  | التاريخ           | المكان                | الخصم   | الهدف | النتيجة | المسابقة |
| -- | ----------------- | --------------------- | ------- | ----- | ------- | -------- |
| 1. | 10 آذار/مارس 1967 | ملعب 11 يونيو، طرابلس | السودان | 1–0   | 2-2     | ودية     |